# Фирдевс, Исмаил Керимович
Исмаи́л Кери́мович Фирде́вс (настоящая фамилия — Керимджа́нов) (крымскотат. İsmail Kerim oğlu Kerimcanov, Исмаил Керим огълу Керимджанов) (2 декабря 1888, Симферополь — 27 октября 1937, Сандормох) — учитель, большевик, занимал ведущие посты в Крыму после Октябрьской революции. Один из главных борцов за установление советской власти в Крыму. Был репрессирован и расстрелян в 1937 году.

## Биография
Родился в Симферополе в семье мелкого торговца. В возрасте 7 лет остался сиротой. В 1906 году с отличием окончил Симферопольскую татарскую учительскую школу. Работал учителем в Алуште, симферопольской школе-рушдие, Аутке.
Керимджанов владел немецким, французским, турецким, отчасти, итальянским и латинским языками, отчего имел большую популярность среди известных графинь и княгинь (Орловы, Давыдовы, Писаревы и т. д.), его присутствие всегда напоминало рай, откуда и пошло его прозвище Фирдевс (на арабском فردوس — рай).
В 1913 году за критику царского правительства был лишён права учительствовать.
С 1917 по 1929 годы член ВКП(б), первый большевик-крымский татарин.
В январе 1918 года принимал активное участие в установлении советской власти в Крыму, фактически став противником Крымской Народной Республики и Курултая.

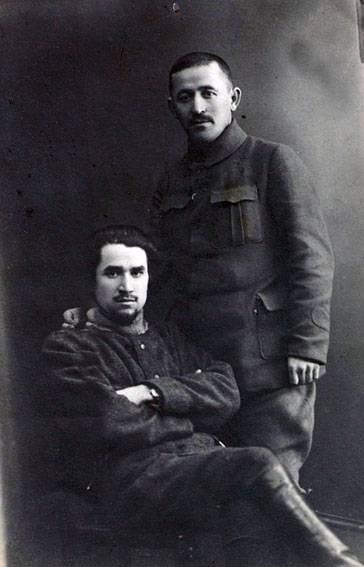
Член Казанского губкома РКП (б) И. К. Фирдевс (справа) с М. Х. Султан-Галиевым (слева), 1919

В 1918 г. — нарком по иностранным и национальным делам Республики Таврида.
С 1918 по 1920 гг. — секретарь Комиссариата по делам мусульман Внутренней России (Москва).
С 1919 по 1920 гг. — Член Казанского губкома РКП(б).
С 1920 по 1921 гг. — заведующий комиссариатом народного образования Крымской АССР.
С 1922 по 1924 гг. — и. о. наркома юстиции и верховного прокурора Крымской АССР.
Затем Фирдевс устраняется от ведущих должностей и его карьера катится вниз. Вероятнее всего, это стало результатом его прений со Сталиным на IV совещании ЦК РКП(б) 10 июня 1923 года по делу арестованного Султан-Галиева, после которого последовало исключение последнего из партии. В отличие от большинства присутствующих, Фирдевс ярко выступил в защиту своего друга. После чего Сталин упрекнул его и выразил мнение, что идейно скорее Фирдевс руководил Султан-Галиевым, чем обратно.
C 1926 по 1929 гг. — инспектор Северо-Кавказского отдела наробраза (Ростов-на-Дону).
В 1929 году исключён из ВКП(б), арестован по делу «Султан-Галиевской контрреволюционной националистической организации». Обвинён в совершении преступлений, предусмотренных ст. 58-4, 58-6, 58-11 УК РСФСР. Сослан на Соловецкие острова.
В ноябре-декабре 1929 года перед переводом в Соловецкий лагерь находился в Кемском пересылочно-распределительном пункте в одной камере с Султан-Галиевым и Дерен-Айерлы. Последний резко осуждал их прошлое, товарищи не соглашались с ним.
В 1930 году коллегией Верховного суда приговорён к смертной казни, которая 8 января 1931 году была заменена десятилетней каторгой.
В лагере И. К. Фирдевс, М. Х. Султан-Галиев и О. А. Дерен-Айерлы продолжали общаться и приняли решение, признав свои политические ошибки, отправить заявление в ЦК. В результате М. Х. Султан-Галиев был освобождён в 1934 году, О. А. Дерен-Айерлы реабилитирован в 1935 году.
По видимому в связи с тем, что Сталин признал Фирдевса более идейно опасным, его приговор отменён не был.
Более того, на основании справки начальника Соловецкой тюрьмы о том, что Фирдевс занимается агитационной работой среди заключённых, 9 октября 1937 году решением особой тройки УНКВД ЛО вторично приговорён к смертной казни.
27 октября 1937 году расстрелян.
14 марта 1989 года на основании Указа Президиума Верховного Совета СССР от 16 января 1989 года «О дополнительных мерах по восстановлению справедливости в отношении жертв репрессий, имевших место в 30-40-е годы и в начале 50-х годов» был реабилитирован.

12 мая 1990 года решением бюро Татарского обкома КПСС реабилитирован и в партийном отношении.
|  |  |

## Сочинения
- Фирдевс И. Октябрьский переворот в Симферополе // Революция в Крыму. Историческая библиотека Истпарта О. К. Крыма / [Истпарт, Отд. Крымского обл. ком. ВКП(б) по изуч. ист. Окт. рев. и ВКП(б)]. -  : , 1922-1932.. — Симферополь: Крымиздат, 1922. — № [Вып. 1]. — С. 33-36.